# Grand Prix Brazílie 2009
Grand Prix Brazílie 2009 (XXXVIII Grande Premio do Brasil), 16. závod 60. ročníku mistrovství světa jezdců Formule 1 a 51. ročníku poháru konstruktérů, historicky již 819. grand prix, se již po třicáté osmé odehrála na okruhu v Interlagosu.

## Výsledky

### Kvalifikace
| Pořadí | Číslo | Jezdec               | Konstruktér          | 1. část  | 2. část  | 3. část  | Start |
| ------ | ----- | -------------------- | -------------------- | -------- | -------- | -------- | ----- |
| 1      | 23    | Rubens Barrichello   | Brawn-Mercedes       | 1:24.100 | 1:21.659 | 1:19.576 | 1     |
| 2      | 14    | Mark Webber          | Red Bull-Renault     | 1:24.722 | 1:20.803 | 1:19.668 | 2     |
| 3      | 20    | Adrian Sutil         | Force India-Mercedes | 1:24.447 | 1:20.753 | 1:19.912 | 3     |
| 4      | 9     | Jarno Trulli         | Toyota               | 1:24.621 | 1:20.635 | 1:20.097 | 4     |
| 5      | 4‡    | Kimi Räikkönen       | Ferrari              | 1:23.047 | 1:21.378 | 1:20.168 | 5     |
| 6      | 12    | Sébastien Buemi      | Toro Rosso-Ferrari   | 1:24.591 | 1:20.701 | 1:20.250 | 6     |
| 7      | 16    | Nico Rosberg         | Williams-Toyota      | 1:22.828 | 1:20.368 | 1:20.326 | 7     |
| 8      | 5     | Robert Kubica        | BMW Sauber           | 1:23.072 | 1:21.147 | 1:20.631 | 8     |
| 9      | 17    | Kazuki Nakadžima     | Williams-Toyota      | 1:23.161 | 1:20.427 | 1:20.674 | 9     |
| 10     | 7     | Fernando Alonso      | Renault              | 1:24.842 | 1:21.657 | 1:21.422 | 10    |
| 11     | 10    | Kamui Kobajaši       | Toyota               | 1:24.335 | 1:21.960 |          | 11    |
| 12     | 11    | Jaime Alguersuari    | Toro Rosso-Ferrari   | 1:24.773 | 1:22.231 |          | 12    |
| 13     | 8     | Romain Grosjean      | Renault              | 1:24.394 | 1:22.477 |          | 13    |
| 14     | 22    | Jenson Button        | Brawn-Mercedes       | 1:24.297 | 1:22.504 |          | 14    |
| 15     | 21    | Vitantonio Liuzzi    | Force India-Mercedes | 1:24.645 | bez času |          | 20    |
| 16     | 15    | Sebastian Vettel     | Red Bull-Renault     | 1:25.009 |          |          | 15    |
| 17     | 2‡    | Heikki Kovalainen    | McLaren-Mercedes     | 1:25.052 |          |          | 16    |
| 18     | 1‡    | Lewis Hamilton       | McLaren-Mercedes     | 1:25.192 |          |          | 17    |
| 19     | 6     | Nick Heidfeld        | BMW Sauber           | 1:25.515 |          |          | 18    |
| 20     | 3‡    | Giancarlo Fisichella | Ferrari              | 1:40.703 |          |          | 19    |

### Závod
| Pořadí | Číslo | Jezdec               | Konstruktér          | Kola | Čas/odstoupení | Start | Body |
| ------ | ----- | -------------------- | -------------------- | ---- | -------------- | ----- | ---- |
| 1      | 14    | Mark Webber          | Red Bull-Renault     | 71   | 1:32:23.081    | 2     | 10   |
| 2      | 5     | Robert Kubica        | BMW Sauber           | 71   | +7.626         | 8     | 8    |
| 3      | 1‡    | Lewis Hamilton       | McLaren-Mercedes     | 71   | +18.944        | 17    | 6    |
| 4      | 15    | Sebastian Vettel     | Red Bull-Renault     | 71   | +19.652        | 15    | 5    |
| 5      | 22    | Jenson Button        | Brawn-Mercedes       | 71   | +29.005        | 14    | 4    |
| 6      | 4‡    | Kimi Räikkönen       | Ferrari              | 71   | +33.340        | 5     | 3    |
| 7      | 12    | Sébastien Buemi      | Toro Rosso-Ferrari   | 71   | +35.991        | 6     | 2    |
| 8      | 23    | Rubens Barrichello   | Brawn-Mercedes       | 71   | +45.454        | 1     | 1    |
| 9      | 10    | Kamui Kobajaši       | Toyota               | 71   | +1:03.324      | 11    |      |
| 10     | 3‡    | Giancarlo Fisichella | Ferrari              | 71   | +1:10.665      | 19    |      |
| 11     | 21    | Vitantonio Liuzzi    | Force India-Mercedes | 71   | +1:11.388      | 20    |      |
| 12     | 2‡    | Heikki Kovalainen    | McLaren-Mercedes     | 71   | +1:13.499      | 16    |      |
| 13     | 8     | Romain Grosjean      | Renault              | 70   | +1 kolo        | 13    |      |
| 14     | 11    | Jaime Alguersuari    | Toro Rosso-Ferrari   | 70   | +1 kolo        | 12    |      |
| Ret    | 17    | Kazuki Nakadžima     | Williams-Toyota      | 30   | Nehoda         | 9     |      |
| Ret    | 16    | Nico Rosberg         | Williams-Toyota      | 27   | Převodovka     | 7     |      |
| Ret    | 6     | Nick Heidfeld        | BMW Sauber           | 21   | Únik paliva    | 18    |      |
| Ret    | 20    | Adrian Sutil         | Force India-Mercedes | 0    | Kolize         | 3     |      |
| Ret    | 9     | Jarno Trulli         | Toyota               | 0    | Kolize         | 4     |      |
| Ret    | 7     | Fernando Alonso      | Renault              | 0    | Kolize         | 10    |      |

## Průběžné pořadí šampionátu
Pohár jezdců
| Pořadí | Jezdec             | Body |
| ------ | ------------------ | ---- |
| 1.     | Jenson Button      | 89   |
| 2.     | Sebastian Vettel   | 74   |
| 3.     | Rubens Barrichello | 72   |
| 4.     | Mark Webber        | 61,5 |
| 5.     | Lewis Hamilton     | 49   |

Pohár konstruktérů
| Pořadí | Konstruktér      | Body  |
| ------ | ---------------- | ----- |
| 1.     | Brawn-Mercedes   | 161   |
| 2.     | Red Bull-Renault | 135,5 |
| 3.     | McLaren-Mercedes | 71    |
| 4.     | Ferrari          | 70    |
| 5.     | Toyota           | 54,5  |